# Esthetische smaak
Smaak als een esthetisch, sociologisch, economisch en antropologisch concept verwijst naar een cultureel patroon van keuze en voorkeur. Hoewel smaak vaak als een biologisch concept wordt opgevat, kan het ook redelijkerwijs bestudeerd worden als een sociaal of cultureel fenomeen. Smaak gaat over het onderscheid maken tussen zaken zoals stijlen, manieren, consumptiegoederen en kunstwerken. Maatschappelijk onderzoek naar smaak gaat over het menselijk vermogen om te oordelen wat mooi, goed en passend is.
Hoewel sommige oordelen over smaak meer rechtmatig klinken dan andere, is er in het merendeel van de gevallen geen unieke opvatting over smaak die door alle leden van de maatschappij gedeeld wordt. De individuele gevoeligheden van mensen zijn ook niet uniek. Esthetische voorkeuren en aanwezigheid op bepaalde culturele evenementen worden bijvoorbeeld geassocieerd met de opleiding die iemand genoten heeft en zijn sociale afkomst. Bijgevolg is het aannemelijk dat verschillende socio-economische groepen een verschillende smaak hebben, en er is zelfs gesuggereerd dat de sociale klasse een van de determinerende factoren is om de eigen smaak vorm te geven.